# Филипп Владимирович
Филипп Владимирович (после 1178 — до 1239) — упомянутый на поз.26 Любецкого синодика князь из рода чернигово-северских Ольговичей. Княжеское имя Филиппа, наиболее узнаваемое для начала XIII века, по которому он мог упоминаться в летописях, неизвестно.

## Происхождение
Историками считается старшим сыном Владимира Святославича вщижского из старшей ветви, получившим удел в 1201 году по смерти отца, или отождествляется с Изяславом Владимировичем (род. 1186/7) из младшей ветви, который мог княжить в Путивле и Новгороде-Северском с 1210-х годов и не позднее 1261. В последнем случае мог погибнуть на Калке (1223).
При этом упомянутые на поз.31-34 Любецкого синодика среди князей следующего поколения Борис, Давыд, Андрей и Дмитрий-Святослав были также либо сыновьями Владимира вщижского, либо сыновьями Владимира Игоревича, в обоих случаях младшими братьями Филиппа.
По версии Войтовича Л. В., Филипп умер до монгольского нашествия (1239), а другие Владимировичи погибли во время него. Историки делают такой вывод исходя из городской легенды, согласно которой во время нашествия погиб вщижский князь с четырьмя сыновьями.
В синодике упомянута жена Филиппа Агафья. Сведений о потомках не сохранилось.

### Генеалогическое древо (предположительно)
- Олег Святославич (1115)
  - Всеволод Ольгович (1146)
    - Святослав Всеволодович (1194)
      - Владимир Святославич (1201)
        - Филипп Владимирович
        - Борис
        - Давыд
        - Андрей
        - Дмитрий-Святослав?

  - Святослав Ольгович (1164)
    - Игорь Святославич (1201)
      - Владимир Игоревич
        - Изяслав-Филипп Владимирович